# صادق هدايت

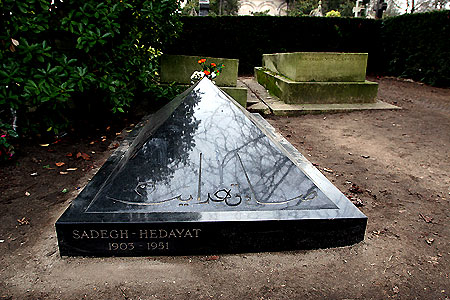
قبر صادق هدايت في باريس

صادق هدايت (17 فبراير 1903 - 9 أبريل 1951)، كاتب ومترجم إيراني يعتبر مؤسس القصة القصيرة في إيران. من أبرز أعماله رواية «البومة العمياء» (بوف كور) التي نقلها إلى العربية الدكتور إبراهيم الدسوقي شتا. كان صديقًا مقربًا للكاتب الإيراني صادق تشوبك.، وكان أحد أوائل الكتاب الإيرانيين الذين تبنوا الحداثة الأدبية في حياتهم المهنية.

## النشأة
بدأ صادق هدايت دراسته الابتدائية في المدرسة العلمية بطهران في سنة 1914، التي انتقل منها إلى مدرسة دار الفنون في طهران في سنة 1916 التي كانت تعتبر في وقتها من أفضل أماكن الدراسة في إيران، ولكن بسبب المرض الذي أصاب عينيه ترك دار الفنون (وهي حالياً مكتبة إيران الوطنية) وذهب إلى مدرسة سان لوئي الفرنسية، حيث كان صادق هدايت يُدرِّس القس الموجود في المدرسة اللغة الفارسية وبالمقابل كان القس يُعلِّمه الأدب العالمي.

## ذهابه إلى أوروبا
بعد أن اكمل دراسته الاعدادية وذهب مع الطلاب المتميزين إلى بلجيكا سنة 1925 وهناك انقبل في الهندسة

## وفاته
في عام 1951، غادر هدايت طهران، وقد أصابه اليأس، وسافر إلى باريس، حيث استأجر شقة. وقبل أيام قليلة من وفاته، مزق هدايت كل أعماله غير المنشورة. وفي 9 أبريل 1951، سد جميع أبواب ونوافذ شقته المستأجرة بالقطن ثم فتح صمام الغاز وانتحر بالتسمم بأول أكسيد الكربون. وبعد يومين، عثرت الشرطة على جثته، إلى جانب رسالة موجهة إلى أصدقائه كتب عليها: "لقد غادرت وحطمت قلوبكم. هذا كل شيء". ويُعَد على نطاق واسع رمزاً رئيسياً للقومية الإيرانية."

## مؤلفاته
- توضيح رباعيات الخيام (1927)
- فوائد لآكلي النباتات (1927)
- حي المدفون (1929) (مجموعه من قصص القصيرة)
- بروين بنت ساسان 1929) (مسرحية)
- ضل المغول (1931)
- اصفهان نصف العالم (1932)
- بومه العمياء (1936)
- الكلب السائب (قصه قصيره)
- البعثة الاسلامية الي البلاد الافرنجية

## وصلات خارجية
- صادق هدايت على موقع IMDb (الإنجليزية)
- صادق هدايت على موقع الموسوعة البريطانية (الإنجليزية)
- صادق هدايت على موقع ألو سيني (الفرنسية)
- صادق هدايت على موقع إن إن دي بي (الإنجليزية)
- صادق هدايت على موقع قاعدة بيانات الفيلم (الإنجليزية)